# Oluwasegun Abiodun
Oluwasegun Abiodun (Lagos, 5 de dezembro de 1984) é um futebolista nigeriano que atua como atacante.